# Паркошовиці (Сілезьке воєводство)
Паркошовиці (пол. Parkoszowice) — село в Польщі, у гміні Влодовиці Заверцянського повіту Сілезького воєводства.
Населення — 250 осіб (2011).
У 1975-1998 роках село належало до Ченстоховського воєводства.

## Демографія
Демографічна структура станом на 31 березня 2011 року:
|          | Загалом | Допрацездатний вік | Працездатний вік | Постпрацездатний вік |
| -------- | ------- | ------------------ | ---------------- | -------------------- |
| Чоловіки | 123     | 16                 | 89               | 18                   |
| Жінки    | 127     | 18                 | 76               | 33                   |
| Разом    | 250     | 34                 | 165              | 51                   |